# Banjole
Banjole, popis 1991; skupaj: 707
Banjole (italijansko Bagnole) so obmorsko istrsko naselje na Hrvaškem. Upravno so del občine Medulin, ki spada pod Istrsko županijo.

## Geografija
Banjole ležijo okoli 7 km južno od Pulja, na koncu istoimenskega zaliva.

V zalivu Paltana je obsežno sidrišče. Na severozahodni strani je manjši škver
Portić, ob katerem je pristajalni pomol s splavno drčo. Zaliv je izpostavljen samo jugozahodnim vetrovom. 

V zalivu Cintinera (okoli 1 km zahodno od Banjol), se v borovem gozdu nahaja avto kamp.

## Zgodovina
Banjole so bile v preteklosti ribiška vas, z majhno tovarno ribjih konzerv in gojiščem ostrig. 
V bližini naselja se nahajajo ruševine srednjeveške cerkvice sv. Mikule, zgrajene v Drugi polovici 7. stoletja.
Danes so Banjole ena od bolj priljubljenih turističnih destinacij v južni Istri.

## Demografija
| Pregled števila prebivalcev po letih | Pregled števila prebivalcev po letih | Pregled števila prebivalcev po letih | Pregled števila prebivalcev po letih | Pregled števila prebivalcev po letih | Pregled števila prebivalcev po letih | Pregled števila prebivalcev po letih | Pregled števila prebivalcev po letih | Pregled števila prebivalcev po letih | Pregled števila prebivalcev po letih | Pregled števila prebivalcev po letih | Pregled števila prebivalcev po letih | Pregled števila prebivalcev po letih | Pregled števila prebivalcev po letih | Pregled števila prebivalcev po letih |
| ------------------------------------ | ------------------------------------ | ------------------------------------ | ------------------------------------ | ------------------------------------ | ------------------------------------ | ------------------------------------ | ------------------------------------ | ------------------------------------ | ------------------------------------ | ------------------------------------ | ------------------------------------ | ------------------------------------ | ------------------------------------ | ------------------------------------ |
| 1857                                 | 1869                                 | 1880                                 | 1890                                 | 1900                                 | 1910                                 | 1921                                 | 1931                                 | 1948                                 | 1953                                 | 1961                                 | 1971                                 | 1981                                 | 1991                                 | 2001                                 |
| 0                                    | 0                                    | 118                                  | 161                                  | 227                                  | 478                                  | 0                                    | 375                                  | 331                                  | 322                                  | 369                                  | 344                                  | 473                                  | 707                                  | 937                                  |